# Metropolitan Church Association
Metropolitan Church Association är ett evangelikalt trossamfund som bildades 1894 genom en helgelseväckelse inom the Metropolitan Methodist Episcopal Church i Chicago. Dess högvarter ligger i Lake Geneva, Wisconsin.
Först kallades rörelsen the Metropolitan Holiness Church, det nuvarande namnet antogs 1899. 1970 hade man 15 församlingar i USA med sammanlagt omkring 400 medlemmar.
Genom missionsverksamhet har man etablerat församlingar i Mexico, Sydafrika, Swaziland och Indien.